# Edward Bloms gästabud
Edward Bloms gästabud är ett svenskt matlagningsprogram från 2009 med Edward Blom och Jan-Öjvind Swahn, producerat av Mediabruket. Tillsammans med etnologen Swahn diskuterar Blom matens tradition och historia, uppblandat med personliga anekdoter och minnen, samtidigt som maten tillagas. Det blir nedslag i såväl det svenska som de franska och tyska köken, där exempelvis den gamla tidens brännvinsbord (smörgåsbordets föregångare) tillagas och åskådliggörs. Programmet innehåller också inslag där Blom besöker lokala skånska producenter av såväl animaliska livsmedel som vin och öl.